# Sông Ea Tiouan
Sông Ea Tiouan là một con sông đổ ra Sông Kỳ Lộ. Sông có chiều dài 12 km và diện tích lưu vực là 59 km². Sông Ea Tiouan chảy qua các tỉnh Gia Lai, Phú Yên.